# East Neuk

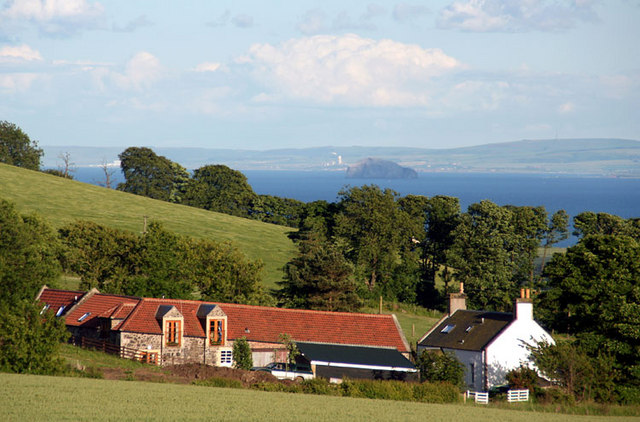
El East Neuk de Fife, situado sobre el Fiordo de Forth Del East Lothian, con el Bass Rock en el centro

El East Neuk, o East Neuk de Fife, es un área de la costa de Fife, Escocia.
"Neuk" es la palabra en escocés para recoveco o esquina, y el East Neuk comprende los pueblos pesqueros de la parte más al norte del Firth of Forth, y la tierra y los pueblos ligeramente más al interior de esa zona. La zona se podría delimitar trazando una línea paralela a la costa entre Earlsferry y Crail, incluyendo los pueblos de Elie y Earlsferry, Colinsburgh, St Monans, Pittenweem, Arncroach, Carnbee, Anstruther, Cellardyke, Kilrenny, Crail y Kingsbarns.
El área alberga un búnker de la Guerra Fría cerca de Crail. Construido en los últimos años de la década de 1950 para ser un asiento regional de gobierno (Regional seat of government) en el caso de producirse una guerra nuclear, es ahora una atracción turística.